# باشگاه فوتبال سرو پورتنیو
باشگاه سرو پورتنیو یک باشگاه فوتبال حرفه‌ای اهل پاراگوئه است که در آسونسیون واقع شده است. سرو که در سال ۱۹۱۲ تأسیس شد، ۳۴ عنوان قهرمانی در دسته اول را به دست آورده و یکی از محبوب‌ترین باشگاه‌های فوتبال در پاراگوئه است. رئیس آن رائول زاپاگ و مدیر آن فاکوندو ساوا است. رقیب اصلی این تیم باشگاه الیمپییا است. آنها بازی‌های خانگی خود را در ورزشگاه ۴۵,۰۰۰ نفری ژنرال پابلو روخاس انجام می‌دهند.

## تاریخچه

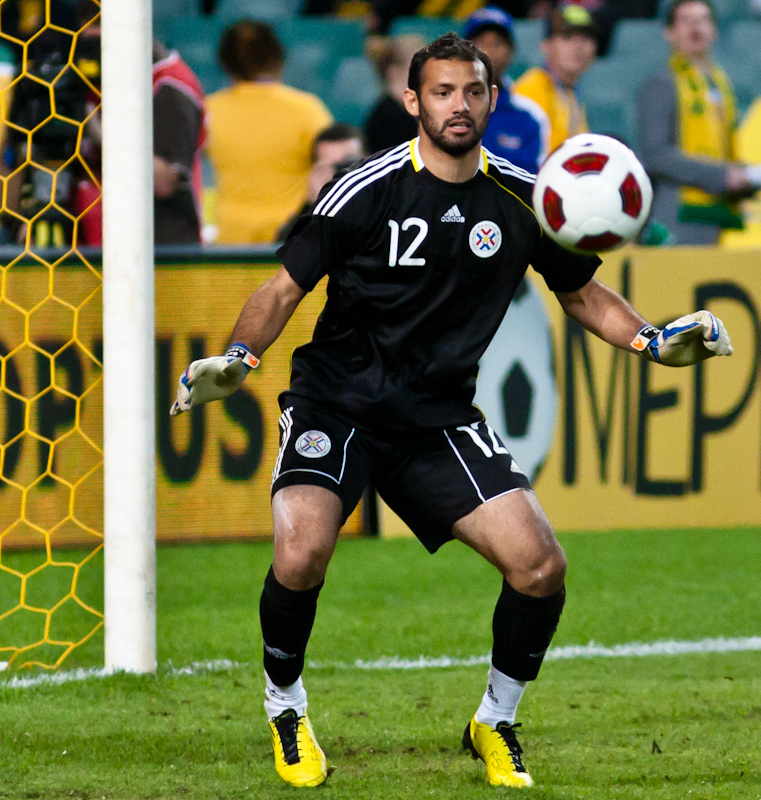
دیگو بارتو در آکادمی جوانان باشگاه

سرو پورتنیو در ۱ اکتبر ۱۹۱۲ توسط سوزانا نونیز و گروهی از جوانان به دنبال ایجاد یک باشگاه فوتبال جدید تاسیس شد. در زمان تأسیس سرو، وضعیت در پاراگوئه متشنج بود و بی‌ثباتی در دولت ناشی از رقابت‌های شدید بین دو حزب سیاسی پیشرو، پارتیدو کلرادو (حزب کلرادو) و پارتیدو لیبرال (حزب لیبرال) بود.

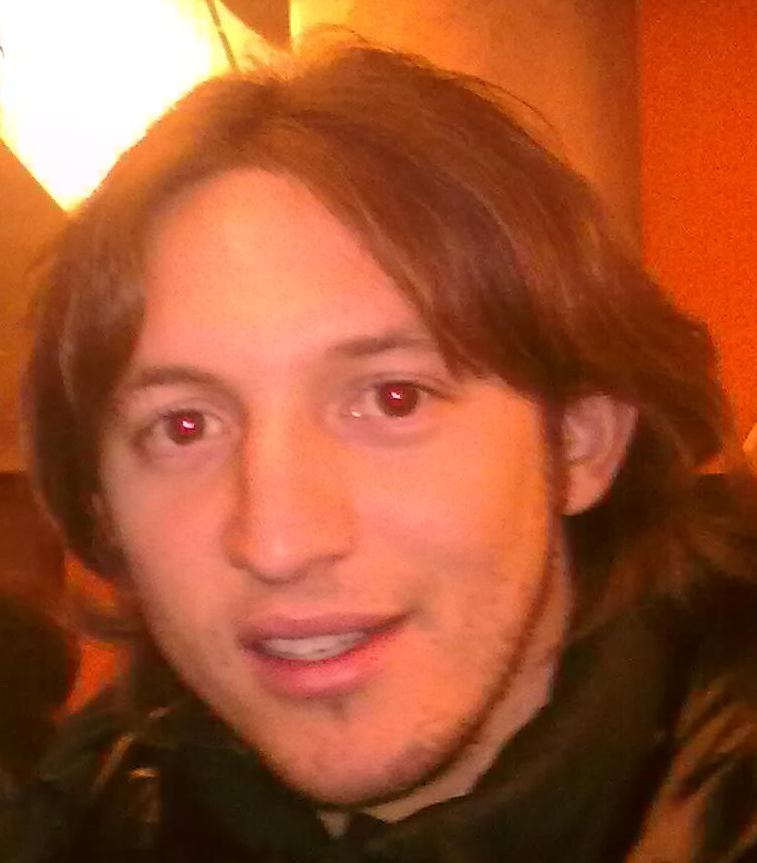
ادگار بارتو در سال ۲۰۰۳ از آکادمی باشگاه به تیم اصلی رسید

به دلیل تنش‌ها، بنیانگذاران باشگاه تصمیم گرفتند از رنگ‌های هر دو طرف، قرمز (کلرادو) و آبی (لیبرال) به عنوان رنگ‌های باشگاه به عنوان نماد اتحاد و دوستی بین پاراگوئه‌ای‌ها استفاده کنند. بعدها برای تکمیل رنگ‌های پرچم پاراگوئه از رنگ سفید روی شورت استفاده شد.

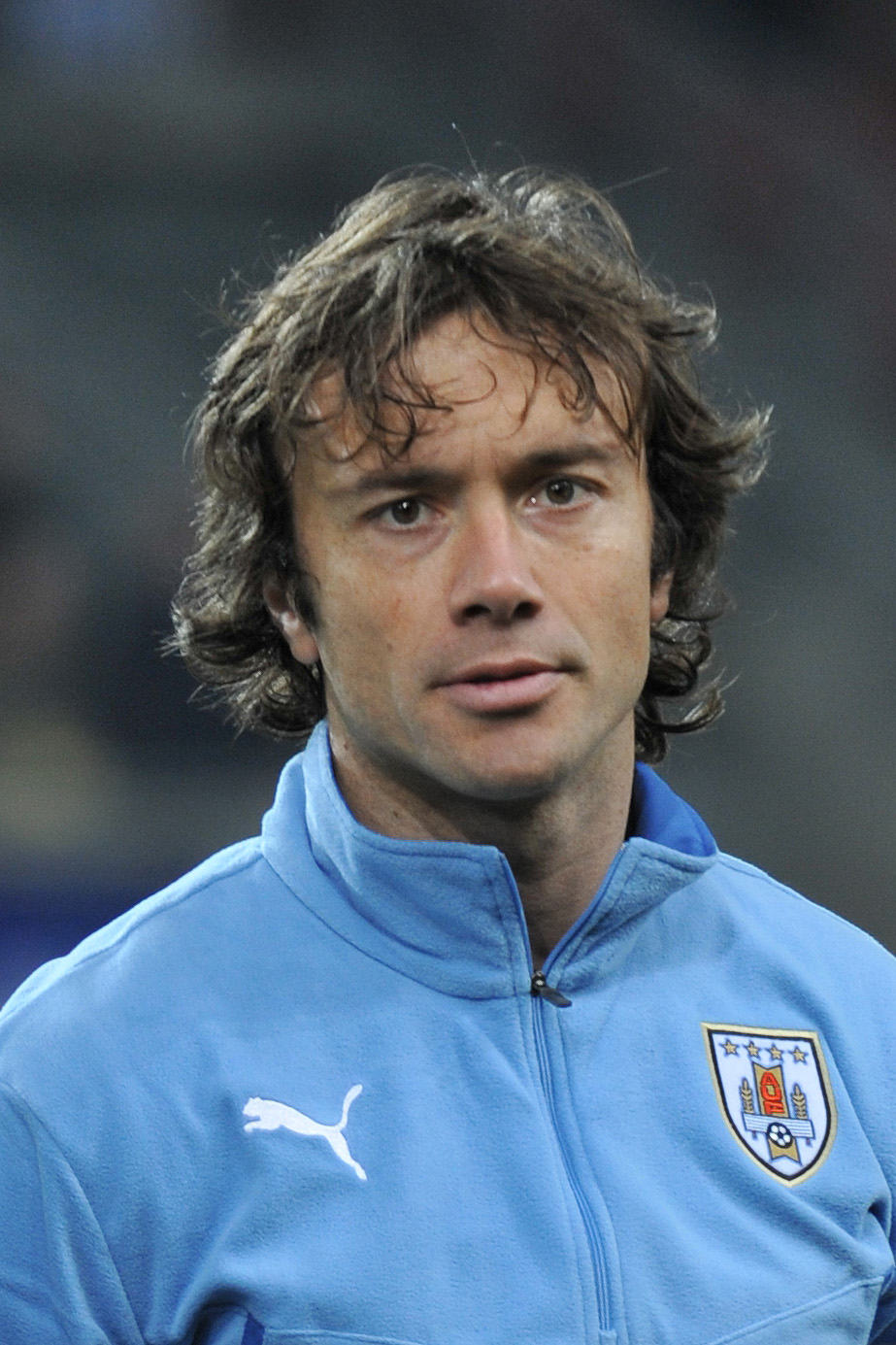
دیگو لوگانو در سال ۲۰۱۵ به این باشگاه پیوست

این باشگاه نام خود را مدیون نبردی است که در ۱۹ ژانویه ۱۸۱۱ بین نیروهای بوئنوس آیرس، آرژانتین (پورتنیوس) و ارتش پاراگوئه در همسایگی سرو مبائه (تپه مبائه) درگرفت (که پس از آن نبرد به عنوان سرو پورتنیو (تپه پورتنیو) نامگذاری شد). در طول آن نبرد، نیروهای پاراگوئه (در آن زمان مستعمره اسپانیایی بود) توسط فرماندار اسپانیایی رها شدند اما همچنان توسط مقامات پاراگوئه رهبری می‌شدند که آنها را به پیروزی بزرگی در برابر سربازان پورتنیو رساند. این نبرد به عنوان "نبرد سرو پورتنیو" شناخته می‌شود و نقطه برجسته تاریخ نظامی پاراگوئه است.

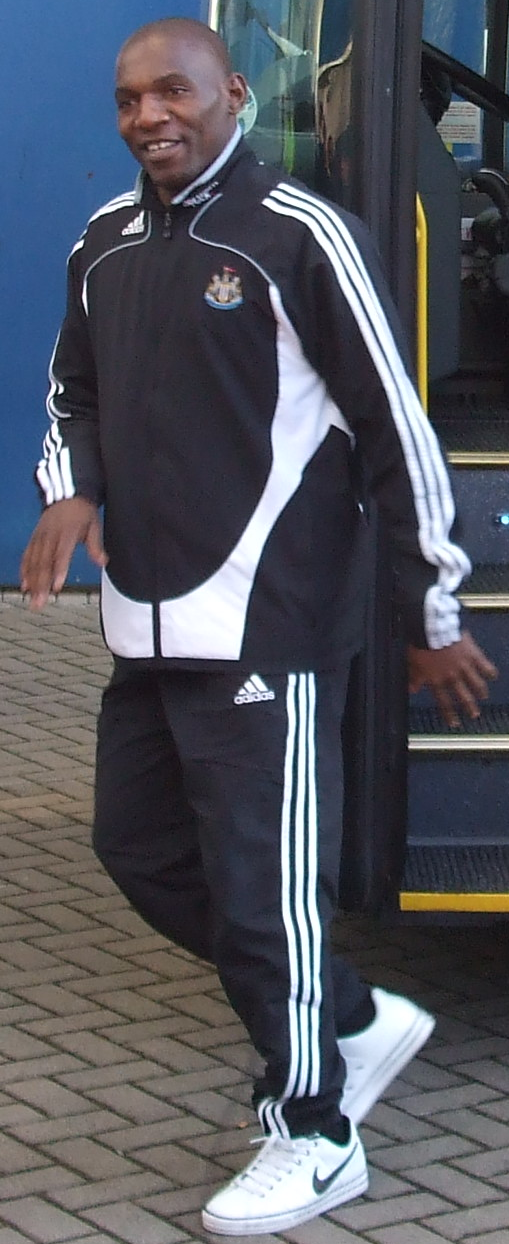
جرمی ان‌جی‌تاپ در دهه ۹۰ برای این باشگاه بازی می‌کرد.

در طول سال‌ها این باشگاه تعداد قابل توجهی از مسابقات قهرمانی کشور را به دست آورده است. با این حال، تا به امروز، علیرغم چند دوره خوب در جام لیبرتادورس، از جمله حضور در نیمه نهایی در سال‌های ۱۹۷۳، ۱۹۷۸، ۱۹۹۳، ۱۹۹۸، ۱۹۹۹ و ۲۰۱۱، هیچ تورنمنت بین‌المللی را برنده نشده است.

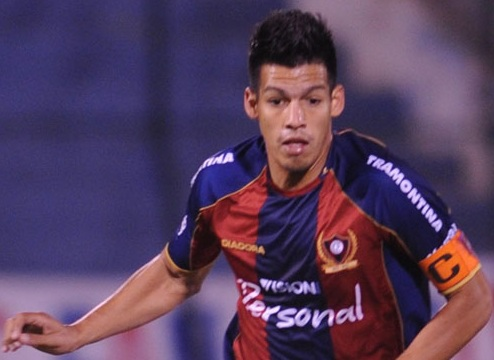
خولیو دوس سانتوس در آکادمی جوانان باشگاه بود

اسوالدو آردیلس در مه ۲۰۰۸ به عنوان سرمربی به باشگاه ملحق شد، اما در اوت همان سال پس از نتایج ضعیف اخراج شد و پدرو تروگلیو جایگزین او شد.

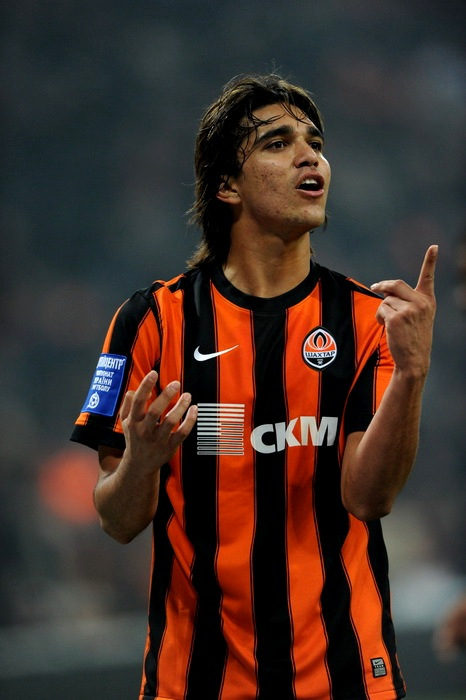
مارسلو مارتینز برای فصل ۲۰۲۲ به باشگاه پیوست

در سال ۲۰۱۴، خوان خوزه زاپاگ، مدیرعامل سرو پورتنیو، با اشاره به فساد در فوتبال پاراگوئه صحبت کرد که افراد مختلف از او به دلیل نخریدن بازی‌ها شکایت کرده‌اند و اگر قرار بود باشگاه او قهرمان شود، آنها این کار را با خرید و دوپینگ بازیکنان برای قهرمان شدن انجام نمی‌دادند.

## ورزشگاه
ورزشگاه سرو پورتنیو کخ با نام ورزشگاه ژنرال پابلو روخاس، و همچنین به عنوان "لا نووا اولا" شناخته می‌شود، در محله اوبررو آسونسیون واقع شده است. گنجایش آن ۴۵,۰۰۰ است که این ورزشگاه را تبدیل به بزرگترین ورزشگاه در پاراگوئه می‌کند.

## رکوردهای بین‌المللی
- جام لیبرتادورس: ۴۳ حضور
  - نیمه نهایی (۶): ۱۹۷۳، ۱۹۷۸، ۱۹۹۳، ۱۹۹۸، ۱۹۹۹، ۲۰۱۱
- جام سودامریکانا: ۱۱ حضور
  - نیمه نهایی (۲): ۲۰۰۹، ۲۰۱۶

## افتخارات
- لیگ دسته دوم پاراگوئه (۱): ۱۹۱۲
- لیگ دسته اول پاراگوئه (۳۴): ۱۹۱۳، ۱۹۱۵، ۱۹۱۸، ۱۹۱۹، ۱۹۳۵، ۱۹۳۹، ۱۹۴۰، ۱۹۴۱، ۱۹۴۴، ۱۹۵۰، ۱۹۵۴، ۱۹۶۱، ۱۹۶۳، ۱۹۶۶، ۱۹۷۰، ۱۹۷۲، ۱۹۷۳، ۱۹۷۴، ۱۹۷۷، ۱۹۸۷، ۱۹۹۰، ۱۹۹۲، ۱۹۹۴، ۱۹۹۶، ۲۰۰۱، ۲۰۰۴، ۲۰۰۵، آپرتورا ۲۰۰۹، آپرتورا ۲۰۱۲، کلاوسورا ۲۰۱۳، آپرتورا ۲۰۱۵، کلاوسورا ۲۰۱۷، آپرتورا ۲۰۲۰، کلاوسورا ۲۰۲۱
- جام ریپابلیکا (۳): ۱۹۸۹، ۱۹۹۱، ۱۹۹۵

## بازیکنان برجسته
- آدریانو کوستودیو مندز (۱۹۸۸)[۶]
- جری لاترزا (۱۹۹۴–۹۵)
- ویلیام انگانگا (۱۹۹۶)[۷]
- توبی میمبو (۱۹۹۶)
- جرمی ان‌جی‌تاپ (۱۹۹۷)
- سیریل فلورنت بلا (۱۹۹۸)
- کنت نکویتا نجو (۲۰۰۰–۰۱)[۸]
- نوزومی هیرویاما (۲۰۰۱)
- فرویلان لیدیزما (۲۰۰۱–۰۲)
- دیگو مادریگال (۲۰۱۱)
- دنیل گیزا (۲۰۱۳–۱۵)
- لوئیس لئال (۲۰۱۶–۱۷)

## رکوردهای فردی
بیشترین بازی (تمامی مسابقات):
- خولیو دوس سانتوس: ۲۶۷

بیشترین گل (تمامی مسابقات):
- ویرجیلیو فریرا: ۹۰

بیشترین بازی (لیگ):
- سالوادور برگلیا: ۲۲۵

بیشترین گل (لیگ):
- ویرجیلیو فریرا: ۶۷

بیشترین بازی (مسابقات قاره‌ای):
- آلدو بابودیلا: ۶۷

بیشترین گل (مسابقات قاره‌ای):
- ویرجیلیو فریرا: ۲۳

## تیم زنان
تیم زنان چهار بار در سال‌های ۲۰۰۷، ۲۰۱۲، ۲۰۱۳ و ۲۰۱۴ قهرمان مسابقات قهرمانی فوتبال زنان پاراگوئه شده است. این تیم همچنین در جام لیبرتادورس زنان بازی کرد.

## تیم جوانان
یکی از تیم‌های جوانان باشگاه در جام ویارجو ۲۰۰۶ بازی کرد.